# Lucanus davidis
Lucanus davidis is een keversoort uit de familie vliegende herten (Lucanidae). De wetenschappelijke naam van de soort is voor het eerst geldig gepubliceerd in 1878 door Deyrolle in Deyrolle & Fairmaire.